# La Democracia (1883-1885)
La Democracia era una publicació setmanal, de tendència republicana, editada a Igualada entre 1883 i 1885.

## Descripció
Portava el subtítol Periódico político y de intereses generales.També portava a la capçalera les paraules Libertad y democracia. Justícia i administración. La redacció i l'administració eren al carrer d'Òdena, núm. 34, d'Igualada i l'impressor Marian Abadal, també de la ciutat. En van sortir 80 números. El primer es va publicar el 2 de desembre de 1883 i el darrer portava la data de 7 de juny de 1885. El seu format era de 44 x 32 cm i tenia quatre pàgines a tres columnes.

## Continguts
Era un periòdic republicà, posibilista castelariano. N'era l'ànima Joan Serra i Constansó. A la capçalera del periòdic es definien els seus principis: Con la libertad queremos el orden i el respeto a la ley. Con la Democracia, la República. Ante la justicia queremos la igualdad més absoluta. En la Administración todas las economías posibles. Va tenir problemes amb els representants de l'Església local i va mantenir polèmiques amb el Semanario de Igualada. Hi veiem llargs i aferrissats articles editorials defensant el progrés i la ciència i en contra del catolicisme. Per les seves manifestacions anticlericals, el doctor en teología, Don Antonio Montaner ... leyó una pastoral de la autoridad diocesana al clero de su jurisdicción condenando explícitamente á La Democracia.

## Localització
- Biblioteca Central d'Igualada. Plaça de Cal Font. Igualada (números solts)